# Schistocerca nitens
Schistocerca nitens är en insektsart som först beskrevs av Carl Peter Thunberg 1815.  Schistocerca nitens ingår i släktet Schistocerca och familjen gräshoppor.

## Underarter
Arten delas in i följande underarter:
- S. n. virginica
- S. n. nitens
- S. n. caribbeana
- S. n. columbina

## Bildgalleri

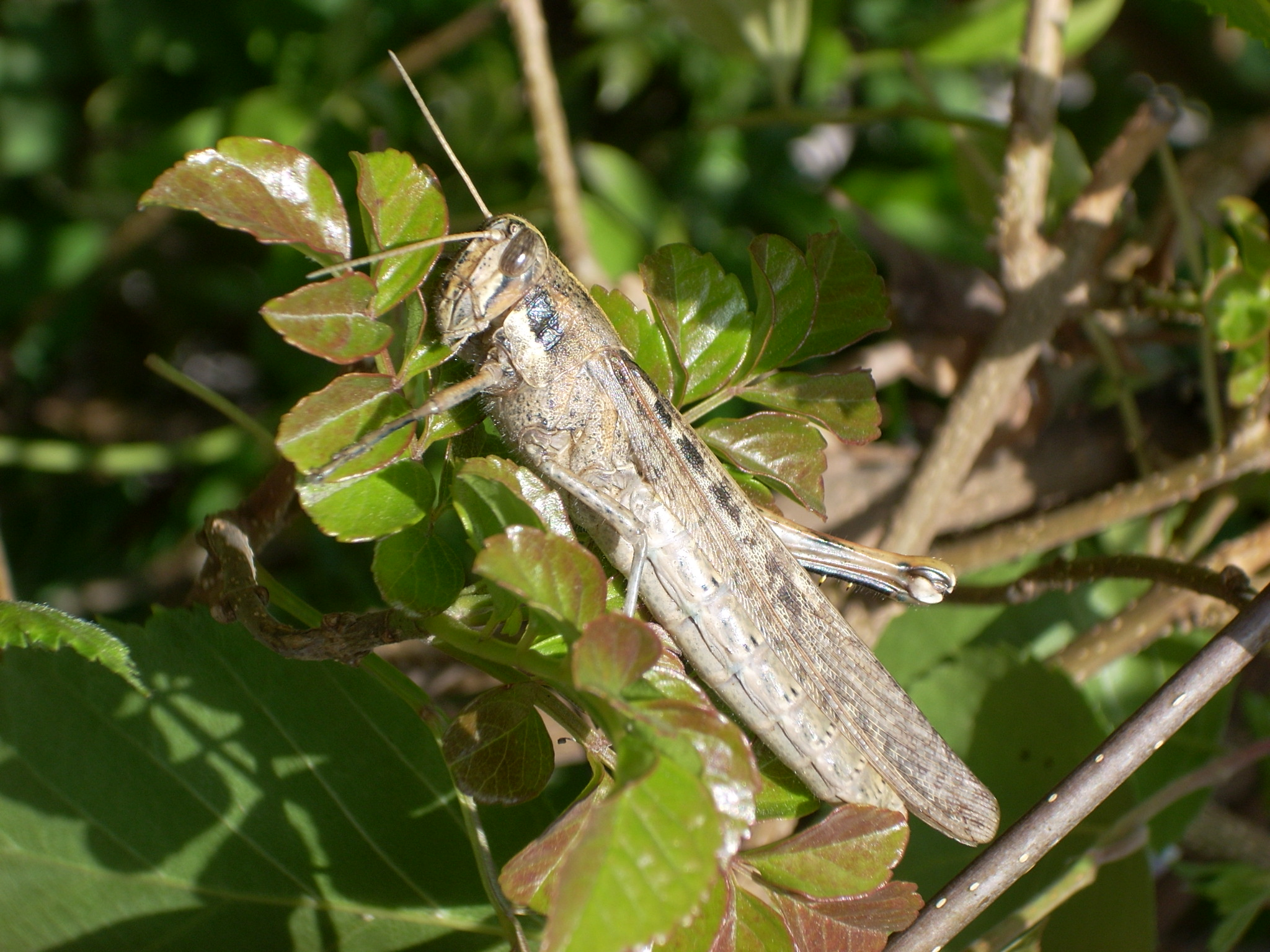
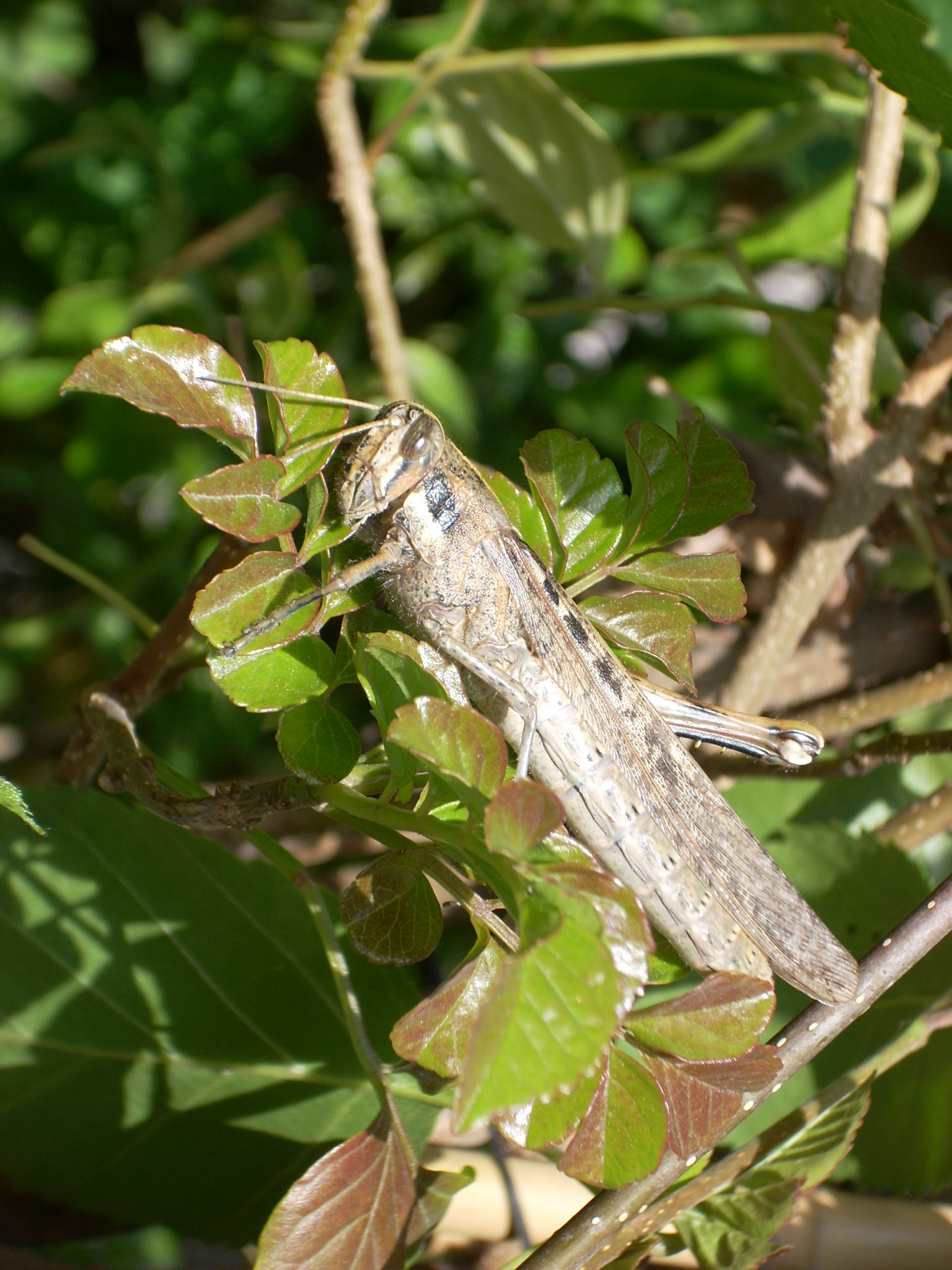
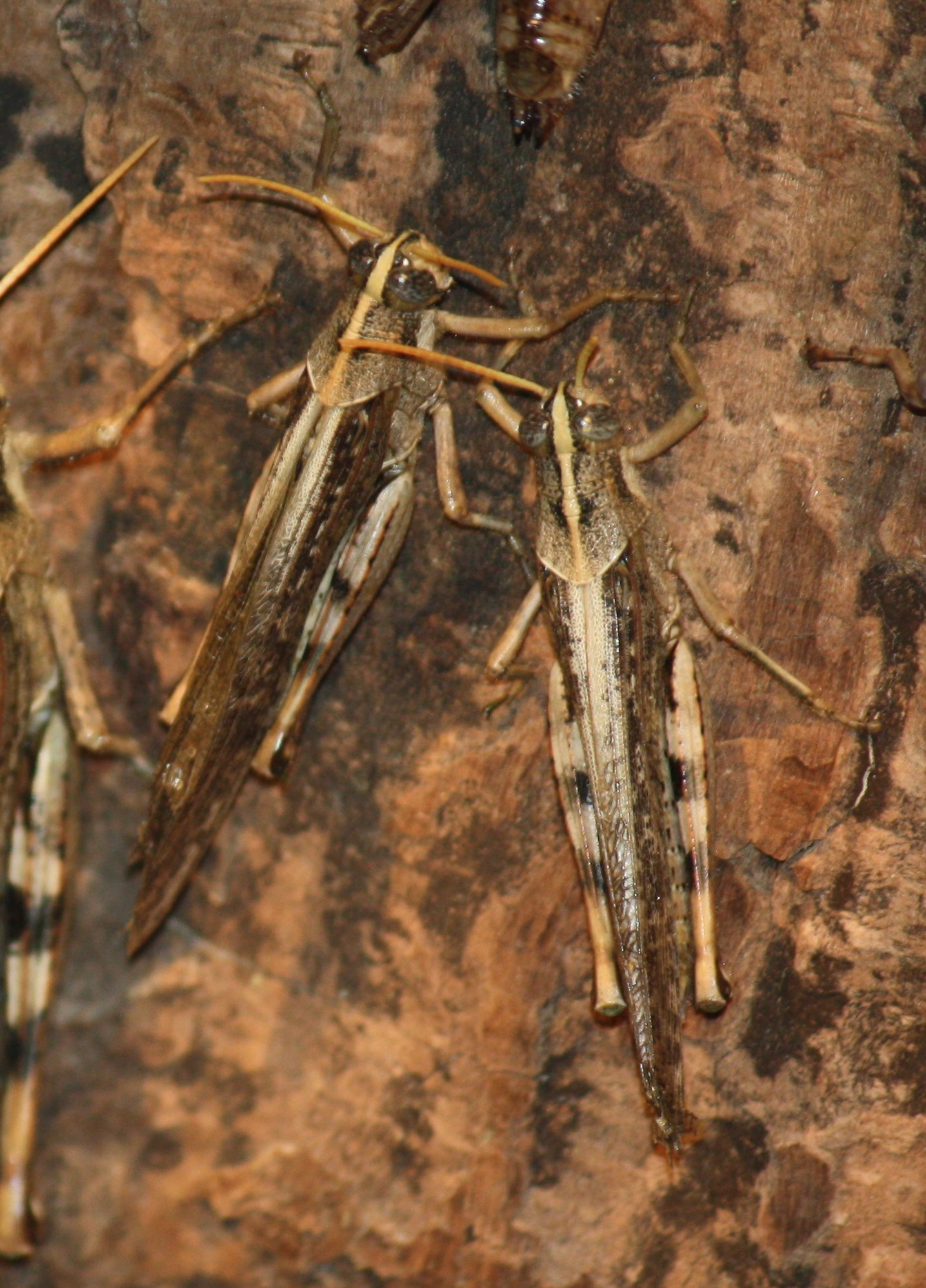